# Jamraje
Jamraje (Peramelinae) – podrodzina ssaków z rodziny jamrajowatych (Peramelidae).

## Zasięg występowania
Podrodzina obejmuje gatunki występujące w Australii.

## Systematyka
Do podrodziny należą następujące rodzaje:
- Isoodon Desmarest, 1817 – krótkonos
- Perameles É. Geoffroy Saint-Hilaire, 1804 – jamraj